# 上小田中
上小田中（かみこだなか）は、神奈川県川崎市中原区の町名。現行行政町名は上小田中1丁目から上小田中7丁目で、住居表示実施済区域。

## 地理
中原区の北西部に位置し、南武線と二ヶ領用水に挟まれる形で平地が広がっている。中央部にある富士通の工場裏門あたりを境界として、北側に大ヶ谷戸（おおがいと・おおがやと）、南側に神地（ごうじ）という呼び名があり、今も通称や施設名として残っている。中央部には富士通の工場（登記上の本店所在地）や中原区という名前の由来となった中原街道、そして南武線と中原街道の交点には武蔵中原駅があり、周辺には住宅地が広がるほか、野菜畑なども残っている。
上小田中は北端で高津区の北見方や坂戸と、北東端では二ヶ領用水を挟んで宮内や小杉御殿町と、南端で今井上町や今井西町と、南西端で下小田中や新城中町・新城・上新城
と接している（特記のない町域は中原区）。

### 地価
住宅地の地価は、2024年（令和6年）1月1日の公示地価によれば、上小田中2-36-23の地点で40万2000円/m²、上小田中6-36-13の地点で43万4000円/m²となっている。

## 歴史

### 中世
「小田中」の名が史料に登場するのは1164年（長寛2年）の「大江某注進状」であり、当地が藤原氏の荘園であったこと、また年貢として八丈絹を納めていたことが読み取れる。小田中が上下に分かれたのは戦国時代頃と見られ、1549年（天文18年）に吉良頼康が泉沢寺を「上小田中宝地」へ移した記録が残るが、「小田原衆所領役帳」では「小田中」となっている。

### 江戸時代
江戸時代の当地は、大ヶ谷戸と神地の2つに分かれていて、神地は1636年（寛永13年）以降、枝村として一村のような扱いを受けていた。大ヶ谷戸はもともと「大茅野」と呼ばれていたが、吉良氏の家臣である原氏が、故地の関蝉丸神社を当地に勧請し、同社の鎮座する「大谷」から名付けられたという伝承がある。当地は寛永10年時点では天領であったが、幕末には一部が旗本領や寺領となっていた。また、村高は正保期の「武蔵田園簿」で823石（別に泉沢寺領が20石）、幕末の「旧高旧領取調帳」では合計844石あまりと、ほぼ一定で推移していた。

### 近現代
明治時代となり、町村制の施行とともに中原村が成立すると、当地はその中心地として、村役場や銀行ができるなど栄え、また桃の生産も盛んとなった。昭和に入ると南武鉄道（現・南武線）が開通し武蔵中原駅が設置されたこと、さらには富士通信機（現・富士通）や中島飛行機の工場が設置されたことで当地は大きく姿を変えていき、また軍需産業として空襲を受けることとなった。
戦後には中島航空機の跡地に日本鋼管（現・JFE）の社宅が建設されるなどの動きもあったが、二ヶ領用水の改修に合わせて中小の工場が立地するなど、工業地としての性格も持ち続けている。

### 地名の由来
由来は不明であるが、水田地帯であることから「田中」の名が付き、それに接頭辞の「小」が加わったとも考えられている。その後、上小田中・下小田中に分かれている。

### 沿革
- 1164年（長寛2年） - 「大江某注進状」に「小田中」の名が見える。
- 1549年（天文18年） - 吉良頼康が泉沢寺を烏山から当地に移す。
- 1611年（慶長16年） - 小泉次大夫による二ヶ領用水の工事が完成。当地も同用水で潤される。
- 1636年（寛永13年） - 神地が枝村として一村の扱いを受ける。
- 1874年（明治7年） - 大区小区制により、当地は第5大区第3小区に属する。
- 1889年（明治22年） - 町村制の施行により、中原村が成立。当地は中原村大字上小田中となり、中原村役場が設置される。
- 1897年（明治30年） - 毛織物工場が開業する（関東大震災で閉鎖）[11]。
- 1898年（明治31年） - 当地に中原銀行が開業（8年後に破産）[11]。
- 1925年（大正14年） - 中原村と住吉村の大半が合併して、中原町を新設。当地は中原町大字上小田中となった。
- 1927年（昭和2年） - 南武鉄道が開通し、武蔵中原駅が設置される。
- 1932年（昭和7年） - 中原町が川崎市に編入される。当地は川崎市上小田中となる。
- 1938年（昭和13年） - 富士通信機（現・富士通）の工場が開設される。
- 1945年（昭和20年） - 川崎大空襲による被害を受ける。
- 1960年（昭和35年） - 中原電車区が開設される。
- 1972年（昭和47年） - 川崎市が政令指定都市に移行、当地は川崎市中原区上小田中となる。
- 1979年（昭和54年） - 隣接する上新城・新城中町で住居表示が実施され、上小田中の一部が編入される[11]。
- 1990年（平成2年） - 南武線が高架化される。
- 1996年（平成8年）2月13日 - 当地で住居表示が実施され、上小田中一丁目～七丁目となる。

### 町域の新旧対照
上小田中が住居表示を施行する前の字は、以下のようになっていた。なお、特記のない字はその一部が現町丁に含まれている。また、上小田中字道下耕地の一部が今井上町に編入されている。
| 現町丁         | 住居表示実施前の字・町丁                                                       |
| -------------- | ------------------------------------------------------------------------------ |
| 上小田中一丁目 | 上小田中字上耕地、北見方字下倉耕地、宮内字西耕地                               |
| 上小田中二丁目 | 上小田中字上耕地・字新田耕地・字稲倉戸耕地、宮内字西耕地・字西下耕地・字南耕地 |
| 上小田中三丁目 | 上小田中字上耕地・字稲倉戸耕地・字中耕地・字七揚耕地                           |
| 上小田中四丁目 | 上小田中字中耕地・字七揚耕地                                                   |
| 上小田中五丁目 | 上小田中字中耕地・字七揚耕地、下小田中一丁目（住居表示実施済み）               |
| 上小田中六丁目 | 上小田中字中耕地・字七揚耕地・字家附耕地・字道下耕地、宮内字白田耕地           |
| 上小田中七丁目 | 上小田中字家附耕地・字道下耕地                                                 |

## 世帯数と人口
2025年（令和7年）6月30日現在（川崎市発表）の世帯数と人口は以下の通りである。なお、4丁目は全域が富士通の関連施設であり、住民登録している住民はいない。
| 丁目          | 世帯数     | 人口     |
| ------------- | ---------- | -------- |
| 上小田中1丁目 | 2,969世帯  | 5,851人  |
| 上小田中2丁目 | 2,890世帯  | 6,203人  |
| 上小田中3丁目 | 2,861世帯  | 5,750人  |
| 上小田中5丁目 | 1,135世帯  | 2,005人  |
| 上小田中6丁目 | 3,134世帯  | 5,840人  |
| 上小田中7丁目 | 1,188世帯  | 2,416人  |
| 計            | 14,177世帯 | 28,065人 |

### 人口の変遷
国勢調査による人口の推移。
| 年                 | 人口   |
| ------------------ | ------ |
| 1995年（平成7年）  | 21,008 |
| 2000年（平成12年） | 20,760 |
| 2005年（平成17年） | 23,517 |
| 2010年（平成22年） | 25,843 |
| 2015年（平成27年） | 27,007 |
| 2020年（令和2年）  | 28,436 |

### 世帯数の変遷
国勢調査による世帯数の推移。
| 年                 | 世帯数 |
| ------------------ | ------ |
| 1995年（平成7年）  | 9,177  |
| 2000年（平成12年） | 9,229  |
| 2005年（平成17年） | 10,654 |
| 2010年（平成22年） | 11,850 |
| 2015年（平成27年） | 12,397 |
| 2020年（令和2年）  | 13,438 |

## 学区
市立小・中学校に通う場合、学区は以下の通りとなる（2022年3月時点）。
| 丁目          | 番・番地等                                                       | 小学校               | 中学校               |
| ------------- | ---------------------------------------------------------------- | -------------------- | -------------------- |
| 上小田中1丁目 | 全域                                                             | 川崎市立大谷戸小学校 | 川崎市立西中原中学校 |
| 上小田中2丁目 | 1番、2番1・3号 3番5・6・17・18号 3番20・22～27号 4〜5番、7～42番 | 川崎市立大谷戸小学校 | 川崎市立西中原中学校 |
| 上小田中2丁目 | 2番8～10号 3番1～4・7～16号 6番                                  | 川崎市立宮内小学校   | 川崎市立宮内中学校   |
| 上小田中3丁目 | 全域                                                             | 川崎市立大谷戸小学校 | 川崎市立西中原中学校 |
| 上小田中4丁目 | 全域                                                             | 川崎市立大谷戸小学校 | 川崎市立西中原中学校 |
| 上小田中5丁目 | 全域                                                             | 川崎市立大戸小学校   | 川崎市立西中原中学校 |
| 上小田中6丁目 | 1～4番、16～20番                                                 | 川崎市立大戸小学校   | 川崎市立西中原中学校 |
| 上小田中6丁目 | 51番16・18号 51番22～24・27・28号 52～60番                       | 川崎市立大谷戸小学校 | 川崎市立西中原中学校 |
| 上小田中6丁目 | 47番                                                             | 川崎市立宮内小学校   | 川崎市立宮内中学校   |
| 上小田中6丁目 | 5～15番、21～46番 48～51番8号                                    | 川崎市立中原小学校   | 川崎市立宮内中学校   |
| 上小田中7丁目 | 全域                                                             | 川崎市立中原小学校   | 川崎市立宮内中学校   |

## 事業所
2021年（令和3年）現在の経済センサス調査による事業所数と従業員数は以下の通りである。
| 丁目          | 事業所数  | 従業員数 |
| ------------- | --------- | -------- |
| 上小田中1丁目 | 57事業所  | 538人    |
| 上小田中2丁目 | 80事業所  | 1,082人  |
| 上小田中3丁目 | 65事業所  | 519人    |
| 上小田中4丁目 | 43事業所  | 7,900人  |
| 上小田中5丁目 | 53事業所  | 454人    |
| 上小田中6丁目 | 176事業所 | 4,070人  |
| 上小田中7丁目 | 36事業所  | 399人    |
| 計            | 510事業所 | 14,962人 |

### 事業者数の変遷
経済センサスによる事業所数の推移。
| 年                 | 事業者数 |
| ------------------ | -------- |
| 2016年（平成28年） | 507      |
| 2021年（令和3年）  | 510      |

### 従業員数の変遷
経済センサスによる従業員数の推移。
| 年                 | 従業員数 |
| ------------------ | -------- |
| 2016年（平成28年） | 13,171   |
| 2021年（令和3年）  | 14,962   |

## 交通

### 鉄道
JR南武線が上小田中の南西端を通り、武蔵中原駅や鎌倉車両センター中原支所が所在する。なお、北方では同線の武蔵新城駅も利用可能である。

### バス
鷺沼駅と小杉駅を結ぶバス（東急バス東山田営業所、川崎市バス鷲ヶ峰営業所担当）や、南武沿線道路経由で小杉駅と溝口駅を結ぶバス（川崎市バス上平間営業所担当）、中原駅と小杉駅を等々力緑地経由で結ぶバス（川崎市バス上平間営業所担当）が当地を経由している。

### 道路
- 中原街道（神奈川県道45号丸子中山茅ヶ崎線）
- 南武沿線道路
- 宮内新横浜線 - 多摩川を越えて、東京都と結ぶ計画がある。

## 施設
- 富士通川崎工場（登記上の本店所在地）

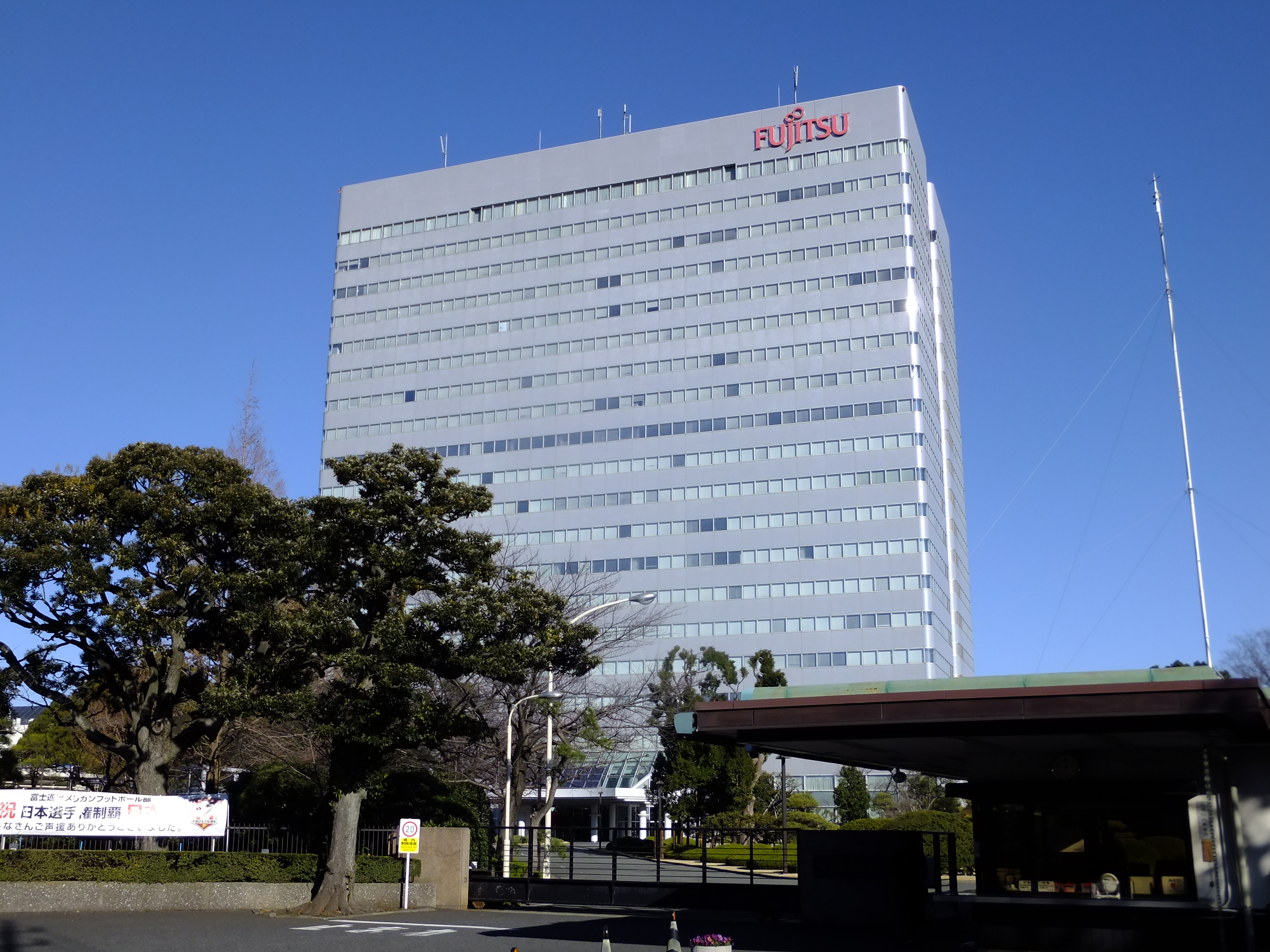
富士通川崎工場

  - 富士通クリニック（2010年に病棟を廃止）
  - 富士通研究所
- 中原警察署 武蔵中原駅前交番

### 寺社
- 泉沢寺 - 1549年（天文18年）に多摩郡烏山から移された[24]。
- 神明社 - 明治32年に、村内の神社を合祀した[25]。
- 関神社 - 関蝉丸神社の勧請を受けた。

### 教育機関
- 川崎市立聾学校
- 川崎市立大谷戸小学校
- 太陽第二幼稚園
- つぼみ幼稚園
- 上小田中保育所

## その他

### 日本郵便
- 郵便番号 : 211-0053[3]（集配局 : 中原郵便局[26]）

### 警察
町内の警察の管轄区域は以下の通りである。
| 丁目          | 番・番地等 | 警察署     | 交番・駐在所     |
| ------------- | ---------- | ---------- | ---------------- |
| 上小田中1丁目 | 全域       | 中原警察署 | 武蔵新城駅前交番 |
| 上小田中2丁目 | 全域       | 中原警察署 | 武蔵新城駅前交番 |
| 上小田中3丁目 | 全域       | 中原警察署 | 武蔵新城駅前交番 |
| 上小田中4丁目 | 全域       | 中原警察署 | 武蔵中原駅前交番 |
| 上小田中5丁目 | 全域       | 中原警察署 | 武蔵中原駅前交番 |
| 上小田中6丁目 | 全域       | 中原警察署 | 武蔵中原駅前交番 |
| 上小田中7丁目 | 全域       | 中原警察署 | 武蔵中原駅前交番 |